# Styl wspinaczki
Styl wspinaczki − szerokie pojęcie obejmujące ogólną ocenę całokształtu środków, tak materialnych, jak i intelektualnych, zaangażowanych w pokonanie drogi wspinaczkowej.
Od początków wspinania sposób pokonania danego problemu był uważany za równie istotny jak sam jego fakt. Początkowo wyróżniano przejścia bez przewodników jako szczególnie wartościowe. W miarę gromadzenia wiedzy i doświadczeń oraz pojawiania się wyspecjalizowanych środków technicznych pojęcie stylu ewoluowało.
Współcześnie powszechnie przyjęte jest docenianie minimalizacji użytych ułatwień, czego najdobitniejszym wyrazem jest powstanie nieco żartobliwej koncepcji "nago i boso".
W zakresie wielowyciągowych dróg wspinaczkowych o górskim charakterze wyróżniamy obecnie następujące style:
- styl alpejski
  - capsule
- styl wyprawowy (oblężniczy)

W zakresie ogólnej koncepcji działania w terenie o charakterze skałkowym:
- styl francuski (sportowy)
- styl brytyjski (tradycyjny)
- styl saksoński (piaskowcowy)

Ze względu na wcześniejszą znajomość drogi i podejście do asekuracji:
- OS − on sight, po polsku zwany od strzału − polega na czystym, tj. bez odpadnięcia lub obciążania liny, przejściu drogi bez jej znajomości. Korzystanie z podpowiedzi, uprzednia lustracja drogi lub obserwacja innych wspinaczy są niedozwolone. Odmianą OS jest Flash (czasami uznawany za oddzielny styl) - podobnie jak przy OS drogę należy przejść w ciągu, lecz dopuszczane jest korzystanie z doświadczeń innych (podpowiedź, opis drogi, obejrzenie przejścia).
- RP − red point, czyli czerwony punkt. Przejście całej drogi od początku do końca bez odpadnięć i odpoczynków. W przeciwieństwie do stylów OS i Flash, dozwolone jest wcześniejsze ćwiczenie drogi i opracowanie sekwencji przechwytów. Styl ten uważa się za normalny w przypadku trudniejszych dróg.
- RK − Rotkreis, czyli czerwony krąg − Po odpadnięciu należy zjechać do najbliższego no handa i stamtąd kontynuować wspinaczkę. Nie trzeba wypinać liny z przelotów powyżej, więc część drogi pokonywana jest na wędkę.
- AF − all free, french free − dopuszczalne jest obciążenie liny, wielokrotne próby na najtrudniejszych odcinkach drogi.
- PP − pink point, pre protection, czyli różowy punkt. Podobne jak RP, należy przejść całą drogę w jednym ciągu, a w razie odpadnięcia zjechać do najbliższego nohand resta. Podstawową różnicą jest fakt, że linę wpina się do uprzednio przygotowanych przelotów (zamiast zakładania samemu punktów asekuracyjnych).
- TR – top rope, czyli na wędkę. Lina asekurująca wspinacza biegnie na górę, przechodzi przez stanowisko i wraca do stojącego na dole partnera. Przejście drogi w tym stylu nie jest obecnie uznawane za klasyczne, jednak z uwagi na najmniejsze ryzyko urazów wspinaczka na wędkę ma znaczenie w treningu, patentowaniu drogi oraz  we wspinaczkowej rekreacji, szczególnie u osób początkujących. Na komercyjnych ścianach wspinaczkowych najwięcej osób wspina się właśnie na wędkę.